# Oborná
Oborná är en ort i Tjeckien. Den ligger i den östra delen av landet, 220 km öster om huvudstaden Prag. Oborná ligger 488 meter över havet och antalet invånare är 323.
Terrängen runt Oborná är platt åt sydväst, men åt nordost är den kuperad. Oborná ligger nere i en dal. Runt Oborná är det ganska glesbefolkat, med 25 invånare per kvadratkilometer. Närmaste större samhälle är Bruntál, 2,8 km sydväst om Oborná. Omgivningarna runt Oborná är en mosaik av jordbruksmark och naturlig växtlighet.